# Свети Илия (планина)
Вижте пояснителната страница за други значения на Свети Илия.
Свети Илия (на английски: Saint Elias Mountains) е мощна планинска верига в югоизточната част на щата Аляска (50%) и в северозападната част на Канада, територия Юкон (37%) и провинция Британска Колумбия (13%). Планината Свети Илия е съставна част на Северноамериканските Кордилери. Простира се от северозапад на югоизток на протежение 450 km, ширина до 420 km, площ 76 947 km. На северозапад, в района на канадско-американската граница се свързва с планината Врангел, а на запад, също по границата – с планината Чугач. На североизток система от дълбоки речни долини я отделя от платото Юкон, а на юг завършва до протока Крос, отделящ континента от архипелага Александър. Тук се издигат най-високите върхове на Канада – Логан 5956 m, Свети Илия (5489 m) и още 4 върха с височина над 5000 m. Планината е изградена предимно от гранити и седиментни скали. Районите над 500 m н.в. са заети от снежници и фирнови полета, подхранващи големи долинни ледници, някои от които достигат до брега на океана. Редица ледници, сливайки се в югозападното ѝ подножие, образуват обширни ледени езици (ледника Маласпина и др.). Подножията на планината Свети Илия са покрити с иглолистни гори, а нагоре, до снежната граница се простира планинска тундра. От североизточните ѝ склонове водят началото си река Уайт (ляв приток на Юкон и множество нейни леви притоци и река Алсек, вливаща се в Тихия океан.